# Macroptilium ecuadoriense
Macroptilium ecuadoriense là một loài thực vật có hoa trong họ Đậu. Loài này được (Hassl.) L. Torres-Colin & A. Delgado mô tả khoa học đầu tiên năm 2004.